# Bacoli
Bacoli ist eine italienische Gemeinde (comune) mit 25.195 Einwohnern (Stand 31. Dezember 2023) in der Metropolitanstadt Neapel, Region Kampanien. Die antiken römischen Badeorte Baiae (Ortsteil Baia) und Bauli befanden sich auf dem Gebiet des heutigen Bacoli.
Die beiden Nachbargemeinden von Bacoli sind Monte di Procida und Pozzuoli.

## Bevölkerungsentwicklung
Zwischen 1991 und 2001 stieg die Einwohnerzahl von 26.475 auf 26.507. Dies entspricht einem prozentualen Zuwachs von 0,1 %.

## Söhne und Töchter
- Mafalda Salvatini (1886–1971), Opernsängerin (Sopran)
- Gioacchino Illiano (1935–2020), römisch-katholischer Geistlicher, Bischof von Nocera Inferiore-Sarno
- Vincenzo D’Angelo (1951–2008), Wasserballspieler